# Montagne Pelée
Pour les articles homonymes, voir Pelée et Mont Pelé.
Ne doit pas être confondu avec la montagne Pelée au-dessus du village de Saül en Guyane.
La montagne Pelée (ou la Pelée dans le langage courant) est un volcan gris actif situé dans le Nord de la Martinique, île française des petites Antilles dont elle est le point culminant.
La montagne, un stratovolcan gris calco-alcalin, est notamment connue pour son éruption de 1902 qui a entraîné la destruction de la ville de Saint-Pierre située à ses pieds et au cours de laquelle près de 30 000 personnes sont mortes. Plusieurs navires au mouillage sur la côte ont été naufragés. Cette éruption, la plus meurtrière du XXe siècle, a servi à caractériser le type éruptif péléen tirant son nom du volcan. Le volcan est surveillé et étudié par l'Observatoire volcanologique et sismologique de Martinique depuis 1903. 
Le volcan fait partie du parc naturel régional de la Martinique créé en 1976, et est inscrit avec certains pitons du nord au patrimoine mondial de l'Unesco depuis 2023.

## Toponymie
La montagne Pelée pourrait tirer son nom, plus précisément son qualificatif, de l'aspect dénudé que présentait son sommet au moment de la colonisation de la Martinique en 1636. L'absence de végétation à cette époque pourrait être due à une éruption volcanique quelques années auparavant.
Toutefois, d'autres sources[Lesquelles ?] affirment que, « contrairement à ce que l’on pourrait penser, la montagne Pelée ne doit pas son nom à la rareté de sa végétation. » Ces sources attribueraient l'origine de ce nom à la déesse du feu des Amérindiens Kalinagos (les Caraïbes), Pélé, dont la montagne était une allégorie. Les Amérindiens attribuaient à cette déesse aux cheveux de feu l'origine de l'activité volcanique. Celle-ci est très susceptible et lorsqu'elle est en colère, elle frappe le sol de son pied, provoquant tremblements de terre ou éruptions volcaniques.[source insuffisante]
Les Martiniquais la surnomment avec respect et crainte : « la Grande dame du Nord » ou « la Pelée ».

## Géographie

### Localisation et topographie

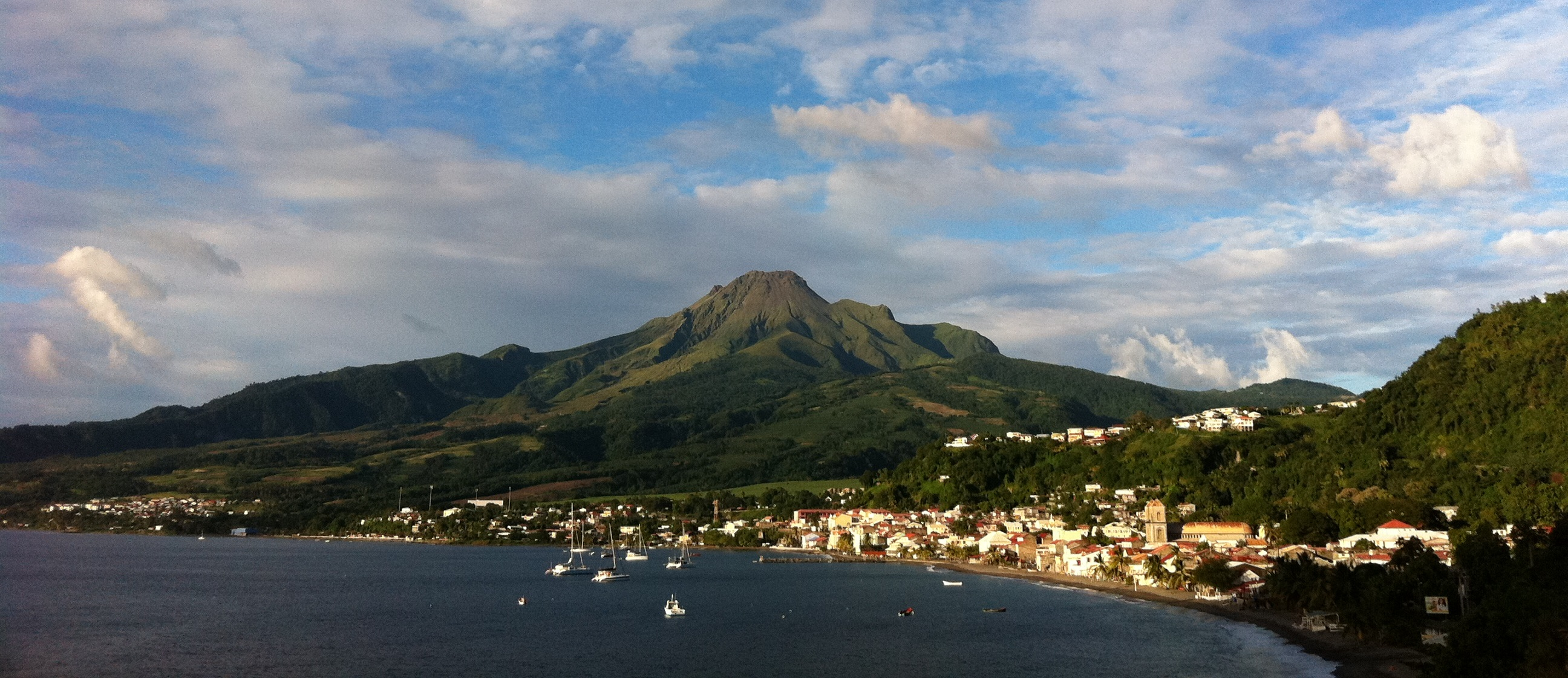
Baie de Saint-Pierre.

La montagne Pelée est située dans le Nord de la Martinique, sur le territoire de la commune de Saint-Pierre. Avec 1 396 mètres d'altitude, elle constitue le point culminant de cette île.
D'un diamètre de onze à quinze kilomètres, la montagne occupe une superficie de 120 km2. Il s'agit d'un stratovolcan gris présentant un dôme de lave en son centre sommital.

### Géologie et volcanologie

Schéma d'une éruption peléenne.

Les activités volcaniques et sismiques importantes des Petites Antilles résultent de la subduction de la plaque sud-américaine sous la plaque caraïbe. Le dynamisme volcanique péléen se caractérise par des éruptions explosives, éruptions rares mais violentes : l'andésite contenue dans les profondeurs du volcan est une lave à forte teneur en silice, très visqueuse formant difficilement des coulées de lave. Cette lave, presque solide, forme un dôme en couvercle ou plus rarement en une aiguille de lave dans la bouche éruptive (cratère volcanique) et lorsque la pression ne peut plus être contenue, l'éjection brutale des gaz détruit le couvercle et provoque des nuées ardentes : un nuage de gaz sous pression, de cendres brûlantes et de blocs de lave, déferle sur les pentes du volcan accompagné d'un panache volcanique pouvant s'élever à des dizaines de kilomètres en altitude.
Les flancs de la montagne Pelée, riches en roche pouzzolanique utilisée comme matériau de construction notamment par les cimentiers, sont exploités par des carriers depuis un siècle.

### Climat

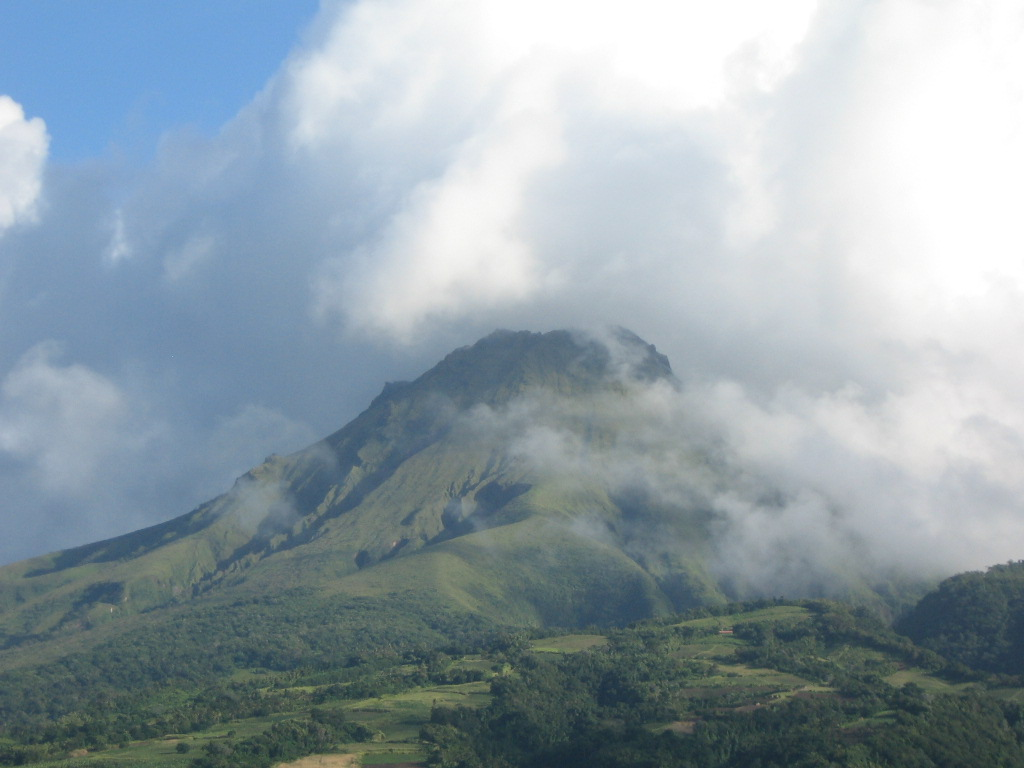
L'altitude et l'exposition aux vents favorisent une forte pluviométrie.

Située en Martinique, la montagne est avant tout sous l'action d'un climat tropical, caractérisé par des températures élevées (+25 °C) dont les variations annuelles sont modestes. La montagne Pelée prenant pied au niveau de la mer et culminant à 1 396 mètres d'altitude, on observe un étagement du climat. À sa base, le climat est comparable à celui régnant aux alentours. Dans sa partie supérieure, les températures peuvent descendre en dessous de 10 °C, tandis que la pluviométrie peut avoisiner 10 000 mm par an.

### Faune et flore
En raison des différences importantes d'altitude, la végétation peléenne est étagée. Par ailleurs, elle prend racine sur un sol de nature volcanique.
En bordure de mer, la végétation est relativement sèche, clairsemée de prairies composées de hautes herbes en remontant les pentes douces côté Caraïbes. Se succèdent alors champs de bananiers et petites forêts isolées, toujours côté Caraïbes. Sur les autres versants plus sauvages, on observe une végétation plus riche composée de grands arbres. Une fois passée une certaine altitude, les grands arbres laissent la place aux fougères et autres plantes de haute montagne[réf. souhaitée].
La montagne Pelée et ses abords abritent des espèces menacées telles que l'allobate de la martinique, une espèce très rare de grenouille, ainsi que la couleuvre couresse et l'oriole de Martinique.

## Histoire

### Histoire éruptive
La première éruption dont les archéologues ont retrouvé la trace se situe vers 60 av. J.-C. La seconde éruption confirmée a lieu au IVe siècle.
La montagne Pelée connaît son éruption suivante vers 1300, entraînant une interruption dans le peuplement précolombien de la Martinique. En 1635, quand les colons français s’implantent, le volcan vient de connaître une éruption ; la végétation est détruite sur une bonne partie des flancs du volcan et dans toute la zone sommitale, d'où une origine possible du nom de montagne « pelée » que les premiers colons donnent à ce volcan. Deux autres éruptions se produisent en 1792 (explosions au sommet) puis en 1851 (retombées de cendres sur les villes du Prêcheur, du Morne-Rouge et de Saint-Pierre), avant l’apparition en 1889 des premiers signes de réactivation du volcan (fumerolles au sommet).

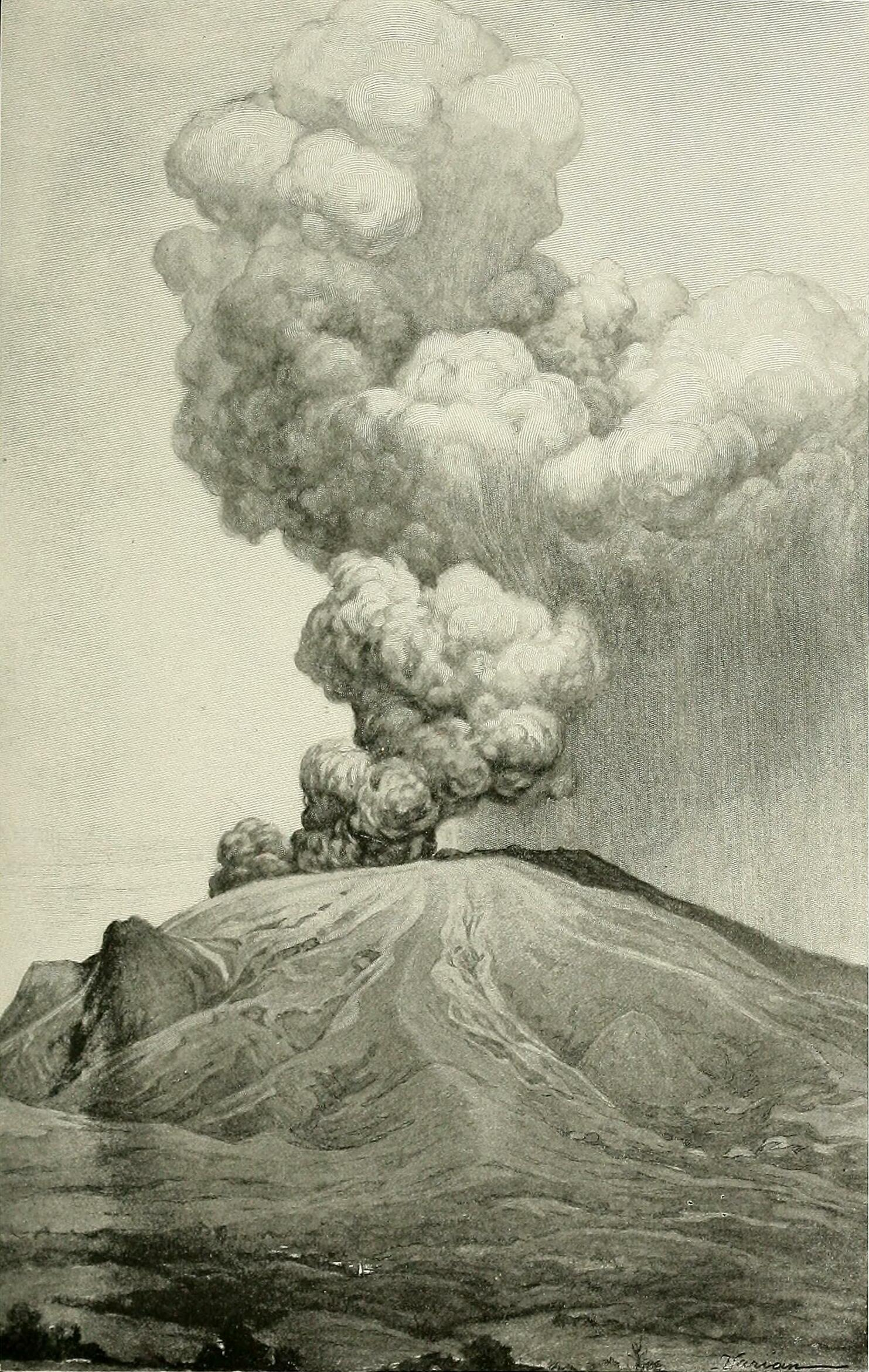
Illustration du National geographic du 27 mai 1902.

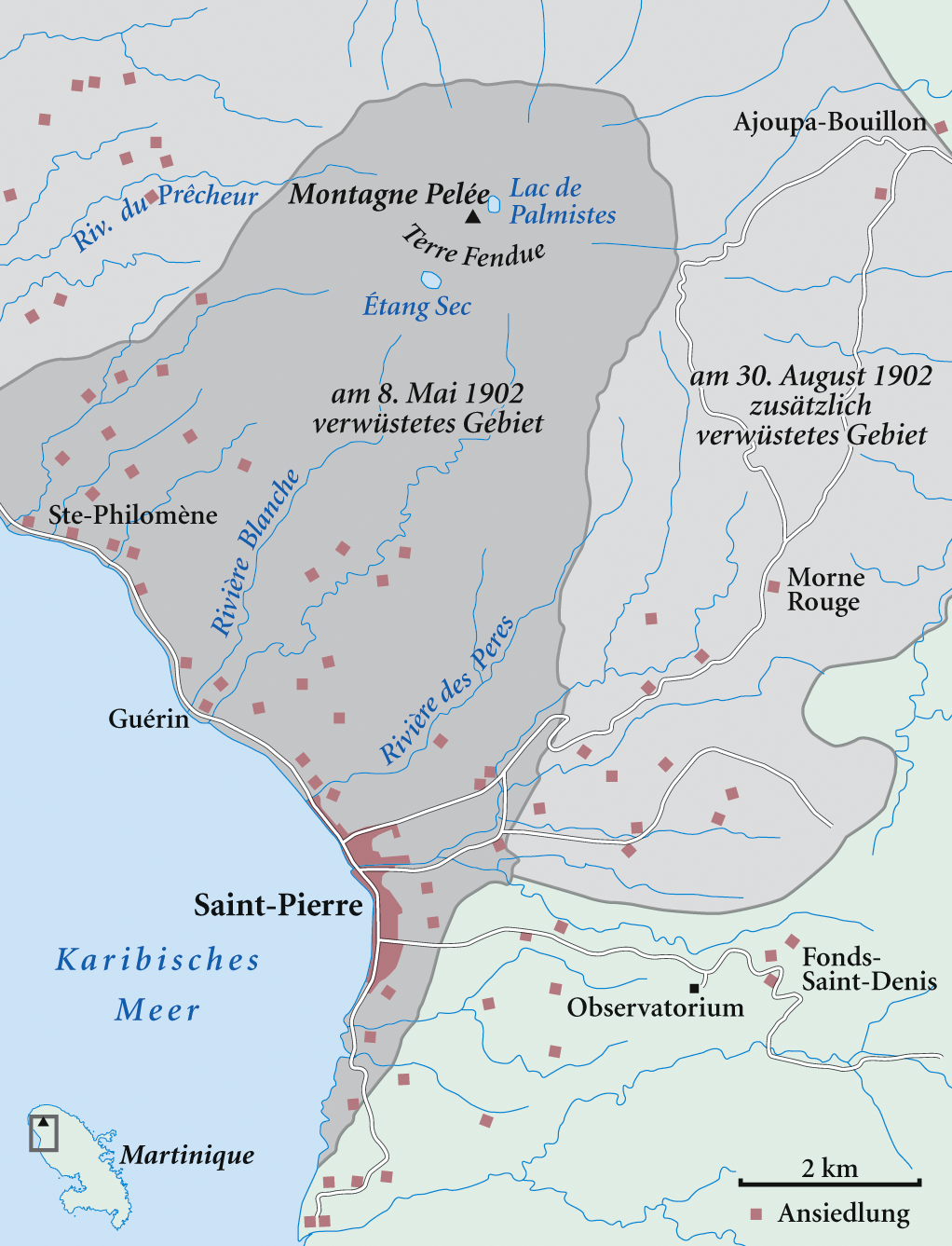
Carte des zones touchées par l'éruption de 1902 : en gris foncé le 8 mai, en gris clair le 30 août.

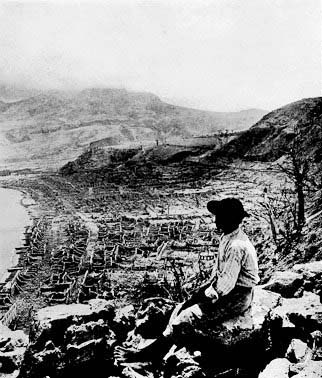
Saint-Pierre en ruine après la nuée ardente.

Le volcan donne des signes inquiétants des semaines auparavant ; mais, comme des élections sont prévues, les autorités décident de ne pas évacuer la ville de Saint-Pierre et, le 8 mai 1902, a lieu une éruption. Une nuée ardente partie du sommet du volcan détruit complètement la ville de Saint-Pierre, faisant environ 29 000 morts. Louis-Auguste Cyparis, un prisonnier, est sauvé par l'épaisseur des murs de son cachot, ainsi que Léon Compère-Léandre, un cordonnier, qui vit à la périphérie de la ville, et Havivra Da Ifrile, une petite fille qui aurait échappé à l'éruption sur la barque de son frère,,. Plusieurs bateaux amarrés dans la rade de Saint-Pierre au moment de l'éruption ont été détruits. Aujourd'hui reconstruite, Saint-Pierre est une petite cité de 5 000 habitants. Avant l'éruption, la ville était la capitale économique et culturelle de la Martinique.
Après cette éruption, le volcan conserve une activité soutenue. L'activité volcanologique du site est étudiée par de nombreux scientifiques tant d'Europe que des États-Unis[réf. nécessaire]. L'observatoire volcanologique et sismologique de Martinique est créé en 1903.
La dernière éruption en date est celle de 1929-1932. Elle n'a pas fait de victimes grâce aux évacuations de populations. C'est à la suite de cette éruption que la montagne Pelée a acquis sa forme actuelle avec une caldeira bien dessinée. Les dernières fumerolles, localisées entre les deux dômes, disparaissent en 1970.
Depuis novembre 2019, l'activité sismique interne au volcan s'intensifie, atteignant 51 secousses (non ressenties par la population) en un mois, en septembre 2020. Des remontées de gaz ont aussi été enregistrées (8 et 9 novembre 2020), ainsi que des séismes sous-marins et des fumerolles, mais selon l’Institut de physique du globe de Paris (IPGP), « ce ne sont pas les signes précurseurs d’une éruption ».

### Chronologie des éruptions
- Peu avant 1635 : éruption magmatique[19]
- 1792 : éruption phréatique[19]
- 1851-1852 avec un pic d'activité le 5 août 1851 : éruption phréatique[19]
- 1889 : reprise de l'activité sismique avec fumerolles
- 1902-1905 avec l'éruption majeure du 8 mai 1902 : éruption péléenne[19]
- 1929-1932 avec un pic d'activité le 18 octobre 1929 : éruption phréato-magmatique[19]

## Évaluation des risques

### Effondrement des flancs
Les éruptions des années 1902-1932, ont fait place aux événements d’effondrement des flancs. Ces événements ont été reconnus comme étant un mécanisme efficace en termes de destruction des volcans. Par conséquent, l'avalanche de débris qui pourrait résulter d'un futur effondrement des flancs pourrait avoir un impact néfaste et donc catastrophique sur les terres et générer un tsunami dévastateur. En effet, toutes les zones côtières de la Martinique ainsi que celle des îles voisines seraient menacées par un tel tsunami.
Sur la montagne Pelée, comme sur d'autres volcans de l'arc sud des Petites Antilles, des effondrements répétitifs des flancs se sont produits dans la même direction sud-ouest, les avalanches de débris se déversant dans la mer des Caraïbes. Plusieurs raisons locales de ces effondrements latéraux continus peuvent être présentées : charge accrue due à l'accumulation de produits volcaniques, affaiblissement d'un côté dû à de forts changements hydrothermaux et / ou injection de magma, par rapport aux grandes coulées de lave, il y a eu de forte fragmentation et donc du dépôt pyroclastique. De plus, les effondrements de flanc dépendent du cadre structurel et régional. Tous ces éléments nous montrent donc l’origine de ces effondrements de flancs.
Les événements reconnus d'effondrement des flancs semblent diminuer en volume, tandis que l'intervalle de temps entre deux événements successifs devient plus court. Si tel est le cas, les événements suivants seraient plus petits mais plus fréquents. Une autre éventualité serait que des événements plus petits pourraient être cachés entre les grands effondrements de flanc identifiés.

### Lahars
Les instabilités des flancs sont aussi à l’origine de coulées de boue appelées lahars. En mai et juin 2010, une série de lahars dévalent la vallée de la rivière du Prêcheur à la suite de l'éboulement de la falaise Samperre dite piton Marcel, détruisant partiellement le pont du Prêcheur. En 2020, la ville du Prêcheur est de nouveau touchée par un lahar, phénomène devenu habituel ces dernières années,.

### Surveillance
Trois types de surveillance sont mis en œuvre afin d’enregistrer la sismicité, les accélérations des séismes forts, et suivre les déformations lentes.
Le 4 décembre 2020, la préfecture a remonté la vigilance au niveau jaune (3/5 en termes de niveaux d'alerte) à la suite de la demande de  l'observatoire volcanologique et sismologique de Martinique, le volcan ayant montré des signes de reprise d'activité depuis 2019,.

## Randonnée

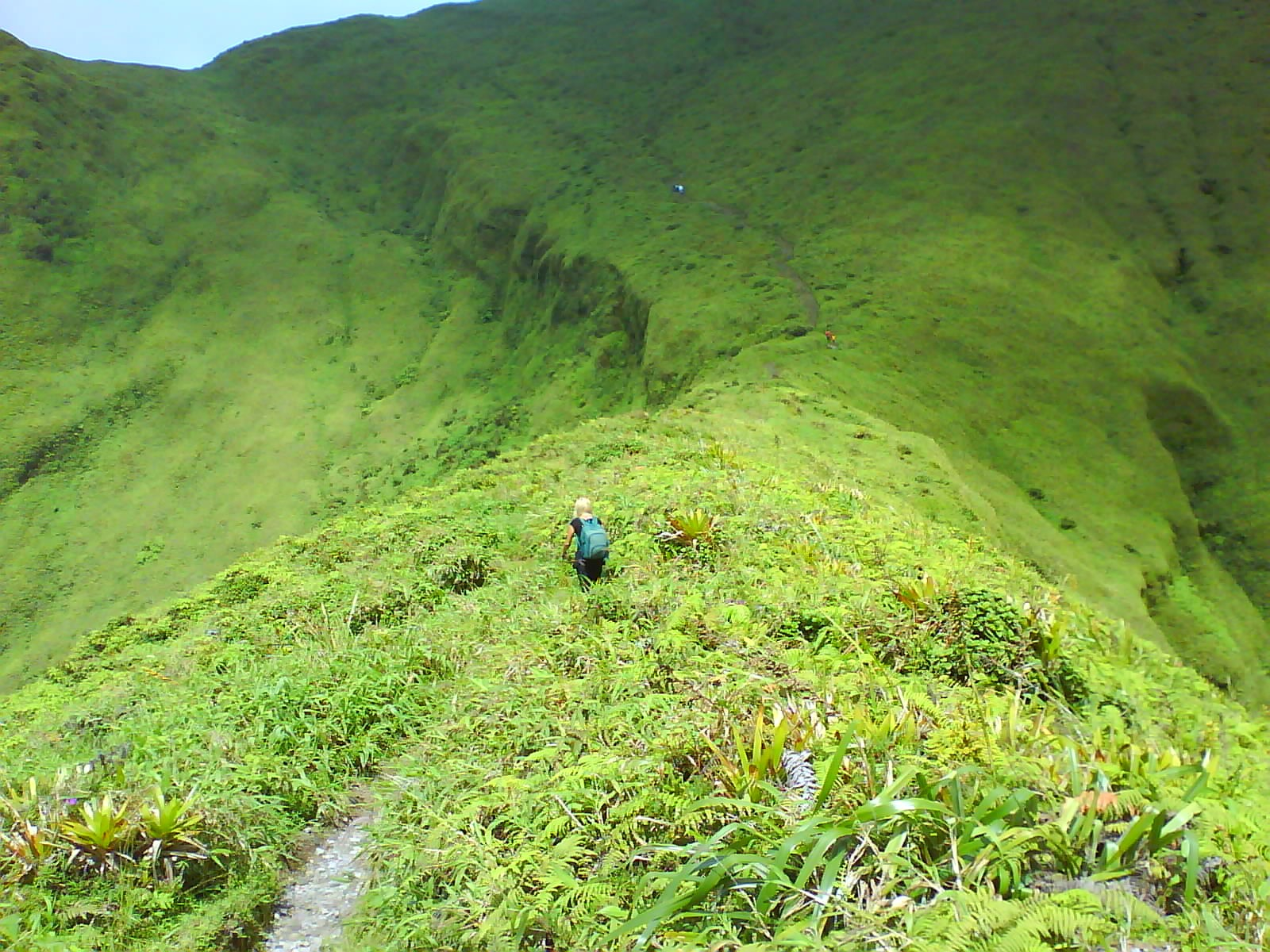
Sentier de randonnée sur les flancs de la montagne Pelée.

La montagne Pelée peut être parcourue sur des sentiers aménagés sur certains tronçons dont le sentier de grande randonnée M1. Deux itinéraires accèdent au sommet, dont le cratère est également entouré de sentiers. La randonnée offerte est rude en raison d'une dénivellation très forte, voire extrême en certains endroits. L’ascension débute dans un climat chaud et très ensoleillé, et se termine dans un environnement froid, venteux et presque toujours brumeux. La difficulté des sentiers tient aussi au fait que, dans de longs passages pentus, l'ascension se fait sur des amas pierreux. Lors de l'ascension du cratère, l'itinéraire tient de l'escalade. « Trois abris sommaires - parking de l'Aileron, plateau des Palmistes, et entre les dômes de 1902 et 1929 au pied du Chinois - permettent aux randonneurs de se protéger ».

## Protection du patrimoine
Les volcans et forêts de la montagne Pelée et les pitons du Nord de la Martinique, font partie du parc naturel régional de la Martinique créé en 1976, et sont inscrits au patrimoine mondial de l'Unesco, depuis le 16 septembre 2023. L'ensemble montagneux d'origine volcanique représente 12 % du territoire de la Martinique. Il s'agit du 7e bien naturel français à figurer au patrimoine mondial de l'Unesco. L'inscription au patrimoine mondial pourrait également avoir des retombées touristiques et économiques, augmentant le nombre de visiteurs de 30 à 40 % sur l'île selon le parc naturel de la Martinique,. Ce classement permet également la protection de plusieurs espèces animales menacées parcourant le site.